# Eduardo Arriagada
Eduardo Sergio Arriagada Cardini (n. Santiago de Chile, 2 de abril de 1964) es un periodista y consultor chileno. Fue  decano de la Facultad de Comunicaciones de la Pontificia Universidad Católica de Chile entre marzo de 2016 y mayo de 2020. Ha sido columnista de El Mundo (España), El Día (La Serena), CNN Chile, La Segunda (Chile) y La Nación (Asunción).

## Biografía
Estudió en los colegios Saint George College (1969-1972), Tabancura (1973-1981) y San Ignacio El Bosque (1981-1982), y luego ingresó a la Escuela de Periodismo de la Universidad Católica de Chile, egresando en 1988. En 1992 realizó un MBA en el Instituto de Empresa de Madrid.
Ha sido profesor de la Escuela de Periodismo desde 1988, donde ha ejercido diversas actividades académicas y desde el año 2001 tiene la categoría de profesor adjunto. Fue decano de la Facultad de Comunicaciones de la Pontificia Universidad Católica de Chile entre marzo de 2016 y mayo de 2020. Su inicial de investigación ha sido la industria informativa y el manejo empresarial de los medios de comunicación masivos, especializándose en los diarios. En los últimos años extendió su trabajo a las redes sociales y los dispositivos móviles. Sobre todos estos temas comenta periódicamente en Medium.
Desde 2018 colidera el laboratorio Social Listening UC, junto al académico Cristián Huepe. Este es un equipo multidisciplinario de investigadores digitales que analiza las interacciones en redes sociales digitales desde una perspectiva de sistemas complejos. Entre los fenómenos que han estudiado se encuentran la red de interacciones Apruebo/Rechazo al proyecto constitucional de la Asamblea Constituyente. 
Ha escrito cuatro libros: Blogs, medios tradicionales y nuevos medios en el Chile 2.0 (2008), #Tsunami Digital (2013) y Sácale partido a tu teléfono (2015) y el recientemente publicado “Hiperconectados (2023).
Fue profesor de la Academia de Guerra y de la Academia Diplomática de Chile. Ha sido consultor de los diarios El Mercurio, La Nación de Paraguay,  El Día de la Serena de Radio Cooperativa, donde fue parte del comité editorial por cinco años, y de CNN Chile. En el tema corporativo fue director general de Comunicaciones de la Universidad Católica y Gerente de Comunicaciones del Banco Central de Chile, entre 2002 y 2004. 
Como estudiante universitario fundó junto a Federico Joannon, actual presidente de El Mostrador y Alejandro Reyes, la revista Cronopio, un suplemento universitario que aparecía quincenalmente dentro de la Revista Análisis, del que fue su director. Después, junto a Gonzalo Saavedra y Patricio Bernedo, crearon la revista Contrapunto en la que fue también su director.